# Pseudoplatystoma
Pseudoplatystoma is een geslacht van straalvinnige vissen uit de familie van de antennemeervallen (Pimelodidae).

## Soorten
- Pseudoplatystoma corruscans (Spix & Agassiz, 1829)
- Pseudoplatystoma fasciatum (Linnaeus, 1766)
- Pseudoplatystoma magdaleniatum (Buitrago-Suárez & Burr, 2007)
- Pseudoplatystoma metaense (Buitrago-Suárez & Burr, 2007)
- Pseudoplatystoma orinocoense (Buitrago-Suárez & Burr, 2007)
- Pseudoplatystoma reticulatum (Eigenmann & Eigenmann, 1889)
- Pseudoplatystoma tigrinum (Valenciennes, 1840)